# Каневское
Каневское (укр. Канівське) — село, Лысогорский сельский совет, Запорожский район, Запорожская область, Украина.
Код КОАТУУ — 2322184903. Население по переписи 2001 года составляло 637 человек.

## Географическое положение
Село Каневское находится на правом берегу реки Днепр, выше по течению на расстоянии в 7 км расположено село Разумовка, ниже по течению на расстоянии в 2 км расположено село Лысогорка. Через село проходит автомобильная дорога Т-0806.

## История
- 1908 год — дата основания.
- В 1930 году два посёлка Крутой Яр и Алексеевское объединены в село Каневское.

## Экономика
- Комплекс отдыха «Орияна».
- Ретро база «Золотой пляж».
- База отдыха «Утес».

## Объекты социальной сферы
- Клуб.

## Достопримечательности
- Братская могила советских воинов. В селе похоронен Герой Советского Союза осетин И.Д. Цховребров.

## Археология
В окрестностях села Каневское находится палеолитическая стоянка «Мира» возрастом 27—28 тыс. лет, обнаруженная в 1995 году на правом берегу Днепра.